# Jonathan Garcia (Radsportler)
Jonathan Garcia (* 10. August 1981 in Boulder, Colorado) ist ein US-amerikanischer Radrennfahrer.
Jonathan Garcia wurde 2006 Dritter bei dem Eintagesrennen Boulder-Roubaix. 2007 bis 2009 fuhr er für das US-amerikanische BMC Racing Team. In seinem ersten Jahr dort gewann er mit seinem Team das Mannschaftszeitfahren beim Giro della Regione Friuli Venezia Giulia. Außerdem wurde er einmal Etappendritter bei der Tour of Missouri.